# Kostel svatého Šimona a Judy (Strážek)
Kostel svatého Šimona a Judy je filiální kostel v římskokatolické farnosti Strážek, nachází se na návrší v centru městyse Strážek. Kostel je jednolodní renesanční stavbou s polygonálním presbytářem a čtyřbokou věží s věžicí na čelní straně. Kostel je jako součást souboru spolu se sochou svatého Jana Nepomuckého chráněn jako kulturní památka České republiky.

## Historie
Kostel byl postaven zřejmě v roce 1616, nicméně první zmínky o kostele ve Strážku pochází již z roku 1239, kdy měl být kostel darován brněnským kastelánem Přibyslavem z Křižanova a jeho manželkou do rukou hospitalu u svatého Ducha v Brně.
Kostel byl v roce 1616 vystaven Vilémem Munkou z Ivančic a původně patřil protestantům a nesl zasvěcení sv. Trojici Nově vybudovaný kostel se pak katolickým stal v roce 1633. V 18. století byla u kostela vztyčena barokní socha sv. Jana Nepomuckého. V roce 2015 byl kostel nově vymalován, stejně jako na konci devadesátých let a v 21. století byl v kostele natáčen seriál Četnické humoresky.